# Rhetorische Frage
Die rhetorische Frage ist als Stilmittel der Rhetorik eine rhetorische Figur. Sie dient nicht dem Informationsgewinn, sondern ist ein sprachliches Mittel der Beeinflussung.
Semantisch stehen rhetorische Fragen den Behauptungen nahe.
Auf eine rhetorische Frage erwartet der Fragende keine (informative) Antwort, sondern es geht ihm dabei um die verstärkende Wirkung seiner Aussage. Der Sprecher drückt durch die rhetorische Frage seine eigene Meinung aus. Durch den Kontext und die Betonung wird die rhetorische Frage kenntlich. Die Antwort auf eine rhetorische Frage ist demnach Zustimmung oder Ablehnung, nicht aber Informationsvermittlung.

## Anwendung
Rhetorische Fragen werden oft in Vorträgen angewendet, um bei langen Ausführungen die Aufmerksamkeit der Zuhörer zu stärken oder sie in einem gewissen Maße zu provozieren. In Diskussionen und Dialogen wird die rhetorische Frage häufig eingesetzt, um Argumente zu verstärken. In sachlich geführten Diskussionen können rhetorische Fragen unsachliche Argumente verstärken (z. B. „Wollt ihr das nicht begreifen?“).

## Beispiele
Klassisches Beispiel einer rhetorischen Frage ist der Beginn der ersten Rede gegen Catilina von Cicero: Quousque tandem abutere, Catilina, patientia nostra? („Wie lange noch, Catilina, wirst du unsere Geduld missbrauchen?“)
Weitere Beispiele:
- „Habe ich es dir nicht gesagt?“ (Betonung auf „Habe“)
- „Wer ist schon perfekt?“
- „Wollen Sie die einmalige Chance verstreichen lassen?“
- „Machen wir nicht alle Fehler?“
- „Seid ihr denn bescheuert?“
- „Bist du noch bei Sinnen?“
- „Wie viele Menschen müssen noch sterben?“
- „Ist das Dein Ernst?“
- „Denkst du, ich möchte verlieren?“

Eine weitere rhetorische Figur in Form einer Frage ist der Dialogismus.

## Linguistische Forschung
Linguistisches Interesse an rhetorischen Fragen besteht seit den frühen 1980er Jahren. Voraussetzung für die Erforschung des Phänomens war die Begründung der linguistischen Pragmatik.
Jörg Meibauers grundlegendes Werk Rhetorische Fragen aus dem Jahr 1986 ist bis heute die umfangreichste und umfassendste Darstellung.